# Lucie Rynning
Lucie Rynning (1888, Oslo - 23 de junio de 1959, Lima) pionera de la educación peruana, de origen noruego. Medalla de San Olav de Noruega en 1947.

## Biografía
Nacida Lucie Kristiane Rynning Kyhn, hija de Marie Alberta Kyhn y Ludwing Christian Sheit Rynning, desciende de una familia tradicional de Noruega.
Se casó, tuvo dos hijas Anita Lucía (fallecida) y Elizabeth Shmedling Rynning; y enviudó. En 1911 viaja desde Oslo hasta Nueva York donde conoce al ingeniero y profesor universitario Santiago Antúnez de Mayolo (1887-1967), contraen matrimonio en 1912. Fueron padres de Santiago Antúnez de Mayolo Rynning y Dámase Edmundo Antúnez Rynning.
La obra de Lucie Rynning fue a favor de la Educación Técnica en el Perú. Designando «Lucie Rynning de Antúnez de Mayolo», al instituto educativo del que fue pionera y es dependiente del Ministerio de Educación Pública de Perú.
Falleció el 23 de junio de 1959 a los 71 años.

## Honores
En 1947, el rey Haakon VII de Noruega otorgó a Lucie Rynning la condecoración de la medalla de San Olav por los importantes servicios que prestó a Noruega durante la Segunda Guerra Mundial.